# Ferdinand August Meißner
Ferdinand August Meißner (* 6. September 1778 in Bautzen; † 24. März 1855 in Dresden) war ein deutscher Jurist und Archivar.

## Leben
Ferdinand August Meißner wurde als Sohn des Landsyndikus der Oberlausitz Christian Gottfried Meißner und dessen Frau Christiana Wilhelmina, geb. Pistorius in Bautzen geboren.
Nach seinem Studium an der Universität Leipzig erwarb er 1799 den Titel des Baccalaureus beider Rechte und ließ sich im folgenden Jahr als Advokat in Dresden nieder.
1808 trat er als Finanzprokurator in den Staatsdienst ein, wurde 1814 Vize-Finanzkonsulent und schließlich 1818 Hof- und Justizrat der sächsischen Landesregierung.
Nach Auflösung der Landesregierung durch die Einführung der Sächsischen Verfassung wechselte Meißner in die Landesdirektion, wo er an der Reform der Kommunalverfassung mitwirkte.
Im Dezember 1833 wurde ihm die Direktion des Geheimen Archivs und des Geheimen Kabinettsarchivs übertragen, um die Neugestaltung des staatlichen Archivwesens umzusetzen. Dies gipfelte in der Gründung des Hauptstaatsarchivs als Haupt- und Zentralarchiv des Königreichs Sachsen.
Nach seiner Tätigkeit als Direktor kehrte er zu seiner juristischen Laufbahn zurück und wurde 1836 Präsident des Appellationsgerichts Dresden, welchem er bis zu seinem Tode vorstand.

## Veröffentlichungen
- Vollständige Darstellung der Lehre vom stillschweigenden Pfandrechte, Leipzig 1803 und 1804